# ワンギヌ
ワンギヌ (満洲語：ᠸᠠᠩᡤᡳᠨᡠ, 転写：Wangginu, 漢文：旺吉努、王機砮) はホイファナラ氏、初代ホイファ･ベイレ (輝発国主)。

## 略歴
ワンギヌは、東海?ニマチャ部出身のイクデリ氏(後にナラ氏に投じて「ホイファ地方のナラ氏」＝「ホイファナラ氏」を名告る) を祖先にもつチネケンの子として生れた。
近隣諸部を併呑し、ホイファ河畔のフルキの丘に築城、建国し、地名に因んで国号をホイファとした (ホイファ･グルン)。ホイファ･ホトン (輝発城) (現吉林省通化市輝南県)は天険に築かれ、三重の城壁からなる非常に堅固な構造であった。モンゴルのチャハル部のジャサクト･トゥメン･ハーンが一度親征したが攻略に失敗している。
死後、夭折した長男の子のバインダリ (ワンギヌの孫) が７人の叔父 (ワンギヌの次男以下) を殺害し、ホイファ･ベイレ (輝発国主) に即位した。

## 子孫
８子あり。尚、本章の記述は基本的に『八旗滿洲氏族通譜』の記載に遵い、追加部分には脚註を附した。(以下、＊の印を附した語については下の別章 (未作成) を参照。)
- 長子・拉丹達爾漢 (夭折)。[11]
  - 孫バインダリ：末代ホイファ･ベイレ (輝発国主)。
- 子 (不詳)。[12]
  - 孫トンゴイ（tonggoi、通貴）[13]：ワンギヌの孫。鑲紅旗人。イバダン（ibadan、伊巴丹）地方のバキラン（bakiran、巴奇蘭、鑲紅旗)、イェヘ[14]地方のトゥルクン(tulkun、図爾坤）とナムジャン(namujan、納穆占、正藍旗) らとは同じ一族とされる。ホイファ地方に代々暮らしたが、建国初期に同胞、同郷を率いてヌルハチに帰順し、騎都尉＊に任命された。同族によるニルの編成を命じられ、その統轄をした。無嗣。
  - 孫 (名不詳)：トンゴイ（通貴）の実弟。
    - 曾孫ロビダ（lobida、羅必達）：ソビダ（sobida、索必達）の実兄。ソビダから襲職 (騎都尉＊) し、三度の恩詔により二等軽車都尉＊に昇級。参領に任命され、佐領を兼任した。事情により騎都尉兼一雲騎尉＊に貶降され、養老を理由に退官した。
      - 玄孫ゲンシェン（g'enšeng、甘生）：ロビダの子。ロビダから襲職 (騎都尉兼一雲騎尉＊)。副都統を歴任し、佐領を兼任した。
        - 昆孫チシリュ（cišilio、七十六）：ゲンシェンの子。ゲンシェンからの襲職  (騎都尉兼一雲騎尉＊) に際し、恩詔による加増分が剥奪され騎都尉＊を承継。協領を務めた。

    - 曾孫ソビダ（sobida、索必達）：トンゴイの実弟 (名不詳) の子。トンゴイから襲職 (騎都尉＊)。佐領を務めた。

  - 孫バダンタイ（badantai、巴丹泰）：トンゴイの実弟。
    - 曾孫 (名不詳)：バダンタイの子。
      - 玄孫リサムボー（lisamboo、礼三保）：バダンタイの孫。佐領を務めた。
        - 昆孫 (名不詳)：バダンタイの曾孫。
          - 来孫フチャン（fucang、福長）：バダンタイの玄孫。佐領を務めた。
- 子グルスン（gulusun、古禄遜）：トンゴイの実叔。
  - 孫 (名不詳)：カンカラの兄。
    - 曾孫マンギャ（manggiya）[15]：グルスンの孫。理藩院員外郎としての職能を評価され雲騎尉＊に任命。三度の恩詔で三等軽車都尉＊に昇級。
      - 玄孫トゥンギャ（tunggiya、佟嘉）[16]：カンカラの兄の孫[17]、マンギャの子。マンギャから襲職 (三等軽車都尉＊[18])。順治18 (1661) 年、護軍参領として靖東将軍ジシカ（済什喀）に従い山東に出征、棲霞、岠裊[19]山に據って叛乱する于七を討伐、抗戦する首魁の呂思渠[20]、兪三ら敵兵8,000余を撃砕。[21]康熙6 (1667) 年、前鋒参領に転任。[22]康熙14 (1675) 年、信郡王のオト(鄂托)に従いチャハル部のブルニ(burni, 布爾尼)を征討、達禄[23]に進軍し、山谷間に潜んだブルニ兵の掃滅を指揮、ブルニは30の騎兵を連れて遁走。[24]戦功により二等軽車都尉＊に[25]昇級。事情に由り罪を問われ雲騎尉＊を一つ剥奪され、三等軽車都尉＊に貶降された。康熙18 (1679) 年、護軍統領として呉三桂征討に従軍し、譚弘を雲陽 (現重慶市雲陽県) で撃破。[26]康熙23 (1684) 年、満洲鑲紅旗から蒙古鑲紅旗都統に転属。[27]康熙24 (1685) 年歿。[28]佐領を兼任した。
        - 昆孫マキ（maki、瑪琦）：トゥンギャの子。トゥンギャから襲職 (三等軽車都尉＊)。
          - 来孫 (名不詳)：マキの子。
            - 仍孫バゲ（bage、巴格）：マキの孫 (父名不詳)。マキからの襲職  (三等軽車都尉＊) に際し、恩詔による加増分が剥奪され雲騎尉＊を承継。委署歩軍校を務めた。

  - 孫カンカラ（kangkala）[29]：グルスンの子。従兄のトンゴイに従い、一族領民を引率れてヌルハチに帰順。満洲鑲紅旗に帰属し、佐領[30]に任命された。天聡6 (1632) 年、チャハル部討伐に従軍。天聡8 (1634) 年正月、チャハル部のリンダン･ハーンが西遁し、部族がシルハ（錫爾哈）、シベトゥ（錫伯図）に四散した為、ダイチン[31]、タブナン[32]らと共にモンゴルおよび諸部の牧民兵を率いて同ハーンの部族を帰順させた。同年5月、騎都尉＊[33]に任命。崇徳3 (1638) 年、刑部副理事官 (侍郎) を兼務。崇徳5 (1640) 年、蒙古鑲紅旗の副都統[34]に抜擢。崇徳6 (1641) 年、明朝討伐に従軍、錦州 (現遼寧省錦州市) を包囲し、松山城に進攻。崇徳7 (1642) 年、松山、錦州が陥落、塔山城を攻略したが、松山戦での消極的姿勢[35]と、塔山進攻時に都統[36]のイェチェン(葉臣)との間に起った戦功争いが原因で罪に問われ、後にホンタイジの恩赦で放免。順治初 (1644) 年、燕京定鼎 (奠都) に際して山海関から進攻し、李自成と交戦、流賊の騎歩兵200,000を撃砕して騎都尉兼一雲騎尉＊に昇級。豫親王ドド[37]に従って江南に下り、都統[38]のジュンタ（準塔）と徐州 (現江蘇省徐州市) より水陸に分かれて並進。明の総兵の劉澤清は将軍の馬花豹、張思義らに戦艦千余、兵数万をつけて派遣したが、カンカラは游撃の范炳、吉天相らと駐箚地の黄淮口に進攻して船を撃沈し、劉澤清が逃走したことで淮安 (現江蘇省淮安市) は陥落した。副都統[39]のタムブ（譚布）と明の総漕の田仰を攻め、湖口橋で迎撃する敵兵3,000を撃破、三里橋において海岸まで追撃し、船80を拿捕、如皋において雲梯により通州城 (現江蘇省南通市) を攻略し、周辺三県を招撫。順治2 (1645) 年11月に鎮守江寧副都統に任命された時、江北は未だ平定を見ず、群衆が度々叛乱した。カンカラは江寧 (現江蘇省南京市江寧区) に間諜を遣って内通させ、駐防総管のバサン(basan, 巴山)と共に叛徒を捕縛、30名を処刑して制圧した。明の潞安 (現山西省長治市潞城区) 王・硃誼石が20,000余の群衆を集めて三方向から攻撃したが、カンカラらにより撃攘された。順治3 (1646) 年、戦功により三等軽車都尉＊[40]に昇級。
    - 曾孫ロドリ（lodori、羅多理）[41]：カンカラの子。カンカラから襲職 (三等軽車都尉＊)。三度の恩詔で一等軽車都尉兼一雲騎尉＊に昇級。佐領を務めた。
    - 曾孫 (名不詳)：ロドリの実弟。
      - 玄孫フォルフイ（forhūi、仏爾輝）：ロドリの実弟 (名不詳) の子。ロドリから襲職 (一等軽車都尉兼一雲騎尉＊)。
        - 昆孫フォロン（foron、仏倫）：仏爾輝の子。フォルフンからの襲職  (一等軽車都尉兼一雲騎尉＊) に際し、恩詔による加増分が剥奪され三等軽車都尉＊を承継。佐領を務めた。
          - 来孫ユボー（yuboo、玉宝）：フォロンの子。フォロンから襲職 (三等軽車都尉＊)。

    - 曾孫オルボシ（orbosi、鄂爾博鍚）：グルスンの孫 (父不詳)。佐領を務めた。
      - 玄孫フワヅ（hūwadzi、華資）：グルスンの曾孫 (父不詳)。佐領を務めた。
        - 昆孫ジランタイ（jirantai、済蘭泰）：グルスンの玄孫 (父不詳)。三等護衛を務めた。
        - 昆孫テクシン（teksin、特克慎）：グルスンの玄孫 (父不詳)。佐領を務めた。
          - 来孫マタイ（matai、瑪泰）：グルスンの昆孫 (父不詳)。典儀を務めた。
            - 仍孫トゥンリン（tunglin、佟琳）：グルスンの来孫 (父不詳)。三等護衛を務めた。
- 子マダイ（madai、瑪玳）：トンゴイの実叔。
  - 孫 (名不詳)：マダイの子。
    - 曾孫シャフン（šahūn、沙渾）：マダイの孫 (父名不詳)。三等護衛を務めた。
    - 曾孫ホト（hoto、和托）：マダイの孫 (父名不詳)、カンカラの従兄の子[42]。順治元 (1644) 年、前鋒参領[43]として入関し、李自成を潼関 (現陝西省渭南市潼関県) で撃破して江寧 (現江蘇省南京市江寧区) へ南下、南明の流賊を撃攘し、福王の朱由崧を討滅。浙江を攻略し、南明の方国安らを杭州 (現浙江省杭州市) で撃破。[44]福建に出征し汀州府 (現福建省西部) 攻略。雲騎尉＊に任命され、二度の恩詔で騎都尉兼一雲騎尉[45]＊に昇級。順治11 (1654) 年、雲南出征で明軍の白文選を撃破し永昌を占領、瀾滄江 (メコン川上流) の鉄索橋を奪取した。[46]康熙9 (1670) 年歿。[47]
      - 玄孫フワシャン（hūwašan、華善）[48]：ホトの子。ホトから襲職 (騎都尉兼一雲騎尉＊)。

    - 曾孫マラ（mala、瑪拉）：フワシャンの実叔、ホトの弟。フワシャンから襲職 (騎都尉兼一雲騎尉＊)。順治12 (1655) 年、三等侍衛、署参領[49]として都統[50]のイレデイ(iledei, 伊勒徳)に従い舟山 (現浙江省舟山市) に進攻、擺牙喇纛章京ムチェンゲ（穆成額）に従い鄭成功の兵を泉州 (現福建省泉州市) で撃破。[51]順治 16 (1659) 年、安南将軍ダス（達素）に従いアモイで鄭成功と交戦。[52]康熙22 (1683) 年歿。[53]
      - 玄孫 (名不詳)：マラの子。
        - 昆孫オーナイ（oonai、鄂鼐）：マラの孫 (父名不詳)。マラからの襲職  (騎都尉兼一雲騎尉＊) に際し、恩詔による加増分が剥奪され雲騎尉＊を承継。
          - 仍孫バシイ（bašii、八十一）：オーナイの子。オーナイから襲職 (雲騎尉＊)。

      - 玄孫チョロン（coron、綽倫）。マダイの曾孫 (父不詳)。歩軍校を務めた。
        - 昆孫ボンコ（bongko、本科）：マダイの玄孫 (父不詳)。驍騎校を務めた。
          - 来孫ショダイ（šodai、碩岱）：マダイの昆孫 (父不詳)。同知を務めた。
          - 来孫ボレイ（bolei、博雷）：マダイの昆孫 (父不詳)。筆帖式を務めた。
- 子マナハイ・ハスフ（manahai hashū、瑪納海哈思瑚）：トンゴイの実叔。
  - 孫 (名不詳)：マナハイ・ハスフの子。
    - 曾孫ムンク（mungku、孟庫）：マナハイ・ハスフの孫 (父不詳)。前鋒参領を務めた。
    - 曾孫アンキ（angki、昂琦）：マナハイ・ハスフの孫 (父不詳)。佐領を務めた。
      - 玄孫デユワン（deyuwan、徳遠）：マナハイ・ハスフの曾孫 (父不詳)。鳴賛を務めた。
      - 玄孫アルタイ（artai、阿爾泰）：マナハイ・ハスフの曾孫 (父不詳)。郎中を務めた。
- 子 (不詳)。[54]
  - 孫サビトゥ[55]：ワンギヌの孫 (父不詳)。鑲藍旗人。ホイファ地方に代々暮らしたが、建国初期にヌルハチに帰順。
    - 曾孫 (名不詳)：サビトゥの子。
      - 玄孫リグ（ligu、礼固）：サビトゥの孫。驍騎校として浙江舟山に出征し、負傷しながらも戦功を立て雲騎尉＊に任命。郎中に任命され、ニルを編成して佐領を務めた。護軍参領 (委署護軍統領) として陝西に出征し、叛徒・王輔臣の兵を立続けに撃破。湖広に出征し長沙府 (現湖南省長沙市) で呉国貴の兵との交戦 (三藩の乱) で戦死、騎都尉＊を贈られた。
        - 昆孫 (名不詳)：リグの子。
          - 来孫ハジャハイ（hajahai、哈札海）：リグの孫 (父不詳)。リグから襲職 (騎都尉＊)。佐領を務めた。
          - 来孫フシタ[56]：礼固の孫 (父不詳)。ハジャハイ(哈札海)から襲職 (騎都尉＊)。佐領を務めた。

        - 昆孫チャンダイ（candai、禅岱）：サビトゥの曾孫 (父不詳)。佐領を務めた。
          - 来孫 (名不詳)：サビトゥの玄孫 (父不詳)。
            - 仍孫ヘイダセ（heidase、赫達色）：サビトゥの昆孫 (父不詳)。佐領を務めた。
            - 仍孫ヘルトゥ（hertu、赫爾図）：サビトゥの昆孫 (父不詳)。佐領を務めた。

  - 孫フシブ（hūšibu、瑚什布）[57]：サビトゥの実弟。
    - 曾孫 (名不詳)：フシブの子。
      - 玄孫シャンテブ（šangtibu、尚提布）：フシブの孫 (父不詳)。五品官を務めた。
        - 昆孫メンゲトゥ（menggetu、孟格図）[58]：フシブの曾孫 (父不詳)。副榜。

  - 孫サムハ（samha、薩穆哈）[59]：マンクの実兄。
    - 曾孫 (名不詳)：サムハの子。
      - 玄孫イトゥ（itu、伊図）：サムハの孫 (父不詳)。司庫を務めた。
      - 玄孫ソバイ（sobai、索拝）：サムハの孫 (父不詳)。驍騎校を務めた。
      - 玄孫ソタイ（sotai、索泰）：サムハの孫 (父不詳)。筆帖式を務めた。
      - 玄孫ギントゥ（gintu、金図）：サムハの孫 (父不詳)。筆帖式を務めた。
        - 昆孫イルデン（ilden、伊爾登）[60]：サムハの曾孫 (父不詳)。筆帖式を務めた。
        - 昆孫シェレン（šelen、舍楞）：サムハの曾孫 (父不詳)。筆帖式を務めた。
        - 昆孫デルデン（derden、徳爾登）：サムハの曾孫 (父不詳)。筆帖式を務めた。

  - 孫マンク（mangko、莽科）[61]：ワンギヌの孫 (父不詳)。鑲藍旗人。ホイファ地方に代々暮らしたが、建国初期に同胞、同郷を率いてヌルハチに帰順。満州鑲藍旗の第3ジャラン所属の第1ニルは、建国初期にホイファ地方から帰順した青年男子を以て編成され、マンクがその初代佐領を務めた。[62]
    - 曾孫 (名不詳)：マンクの子。
      - 玄孫ロホ（loho、羅和）：マンクの孫 (父不詳)。副都統を務めた。
        - 昆孫ロド（lodo、羅多）：マンクの曾孫 (父不詳)。護軍参領を務めた。
        - 昆孫ネルブ（nerbu、訥爾布）：マンクの曾孫 (父不詳)。満洲正黄旗。娘が皇后に即位したことで、一等公に叙爵。マンクから代々受け継いできたニルの佐領を務め、疾病を理由に退官。[62]
          - 来孫女 (名不詳)：清朝高宗・乾隆帝の継皇后。
          - 来孫ネリ（neri、訥理）[63]：マンクの玄孫、ネルブの子[62]。ネルブから佐領を承継した。[62]
            - 仍孫ネスケン(nesuken、訥蘇肯)：ネルブの孫、ネリの子。[62]継皇后即位にあやかり一等侯に叙爵。[64]ネリから佐領を承継した。後に同ニルは公中佐領に改変された。[62]

          - 来孫サライ（salai、薩賚）：マンクの玄孫 (父不詳)。佐領を務めた。
          - 来孫スゲ（syge、四格）：マンクの玄孫 (父不詳)。佐領を務めた。
          - 来孫ウデ（ude、武徳）：マンクの玄孫 (父不詳)。佐領を務めた。
            - 仍孫ジャラフン（jalafun、札拉芬）：マンクの昆孫 (父不詳)。佐領を務めた。
            - 仍孫リュシバ（liošiba、六十八）：マンクの昆孫 (父不詳)。佐領を務めた。
- 八子フシブ（hūsibu、瑚錫布）：鑲紅旗人。
  - 孫 (未詳)：フシブの子。
    - 曾孫フヘデ(fuhede、富赫徳)：フシブの孫 (父未詳)。歩軍校を務めた。
    - 曾孫ウルナ（uruna、呉魯納)：フシブの孫 (父未詳)。前鋒校を務めた。
      - 玄孫ウルダン(urdan、呉爾丹)：フシブの曾孫 (父未詳)。護軍校を務めた。
      - 玄孫ウルキンゲ(urkingge、呉爾慶額)：フシブの曾孫 (父未詳)。護軍校を務めた。

## 参照元・脚註
1. ↑  田中, 克己. “明末の野人女直について”. 東洋学報:  10.
2. ↑  ニマチャ：ᠨᡳᠮᠠᠴᠠ, nimaca, 尼馬察。
3. ↑  胡, 増益 (2020-08). “nimaca” (中国語). 新满汉大辞典. 商務印書館. "[名] ①尼玛察 (清初部落名)。②〈地〉尼玛察 (清代地名。今黑龙江省穆棱县东兴凯湖南附近)。"
4. ↑  イクデリ：ᡳᡴᡩᡝᡵᡳ, ikderi, 益克得哩 (『滿洲實錄』)、益克得里 (『清史稿』)。
5. ↑  維基百科「王機砮」には女真豪族出身 (原文：王機褚出身女真豪族之家) とあるが典拠なし。
6. ↑  チネケン･ダルハン：ᠴᡳᠨᡝᡴᡝᠨ ᡩᠠᡵᡥᠠᠨ, cineken darhan, 齊訥根達爾漢 (『滿洲實錄』『清史稿』)、齊納根達爾漢 (『八旗滿洲氏族通譜』)。＊ ダルハンは一種の称号。
7. ↑  ホイファの河：ᡥᠣᡳᡶᠠᡳ ᠪᡳᡵᠠ, hoifai birai, 輝発河。＊bira (河) より大きいものをula (江) という。
8. ↑  フルキ：ᡥᡡᡵᡴᡳ, hūrki, 扈爾奇 (『清史稿』)、呼爾奇 (『滿洲實錄』)。
9. ↑  胡, 増益 (2020-08). “hoifa hoton” (中国語). 新满汉大词典. 商務印書館. "〈地〉辉发城 (在今吉林省辉南县东此。明代海西女真辉发部所建)。"
10. ↑  維基百科「王機砮」より引用 (原文：城有三重)。典拠なし。
11. 1 2  維基百科「王機砮」から引用。典拠なし
12. ↑  ワンギヌの子で記録の残る者は長子ラダン（拉丹）、八子フシブ（瑚錫布）、ほかに何番目か不詳の子がグルスン（古禄遜）、マダイ（瑪玳）、マナハイ・ハスフ（瑪納海哈思瑚）、以上五人。トンゴイ（通貴）はワンギヌの孫であること、グルスン、マダイ、マナハイ・ハスフの三人はトンゴイの叔父、つまりトンゴイの父の弟であること、この外に記載がみられないため、一旦長子ラダンとグルスンの間に一人想定し、その人物をトンゴイの父とした。あるいは長子ラダンの子かもしれないが、それだとバインダリと兄弟ということになる。
13. ↑  トンゴイ (『清の太祖 ヌルハチ』)、通貴 (『八旗滿洲氏族通譜』)、通魏 (『清の太祖 ヌルハチ』)。
14. ↑  イェヘ：ᠶᡝᡥᡝ, yehe, 葉赫。
15. ↑  マンギャ (『清の太祖 ヌルハチ』)、莽佳 (『八旗滿洲氏族通譜』)。
16. ↑  佟嘉 (『八旗滿洲氏族通譜』巻24)、通嘉 (『清史稿』巻230)
17. ↑  “安達立”. 清史稿. 230. 未詳. "通嘉，康喀勒兄孫。初襲其父莽佳三等阿達哈哈番。"
18. ↑  三等アダハ・ハファン（阿達哈哈番、『清史稿』巻230)
19. ↑  原文：岠褭
20. ↑  呂思渠 (『八旗滿洲氏族通譜』)、呂思曲 (『清史稿』230)
21. ↑  “安達立”. 清史稿. 230. 未詳. "順治十八年，以護軍參領從靖東將軍濟什喀討山東賊於七。於七據棲霞、岠褭山為亂，其黨呂思曲、俞三等以數千人拒戰，通嘉擊敗之，賊遂以平。"
22. ↑  “安達立”. 清史稿. 230. 未詳. "康熙六年，改前鋒參領。"
23. ↑  大鹵地方 (現山西省太原市)?
24. ↑  “安達立”. 清史稿. 230. 未詳. "十四年，從信郡王鄂托討察哈爾布爾尼，師至達祿，布爾尼為伏山谷間，通嘉督所部盡擊殺之，布爾尼以三十騎遁。"
25. ↑  原文：以功加拖沙喇哈番
26. ↑  “安達立”. 清史稿. 230. 未詳. "十八年，以護軍統領從討吳三桂，破譚弘於雲陽。"
27. ↑  “安達立”. 清史稿. 230. 未詳. "二十三年，遷本旗蒙古都統。"
28. ↑  “安達立”. 清史稿. 230. 未詳. "二十四年，卒。"
29. ↑  カンカラ (『清の太祖 ヌルハチ』)、康喀拉 (『八旗滿洲氏族通譜』)、康喀勒 (『清史稿』)。
30. ↑  原文：授牛錄額眞
31. ↑  ダイチン：ᡩᠠᡳᠴᡳᠩ, daicing, 岱青 (『滿洲實錄』、『清史稿』)
32. ↑  タブナン：ᡨᠠᠪᡠᠨᠠᠩ, tabunang, 塔布囊 (『清史稿』、『滿洲實錄』)。＊『新满汉大辞典』によるとtabunang (他布囊) には駙馬 (額駙) の意味もあるため、或いはここでは人名ではなく皇婿の意か。
33. ↑  原文：授世職牛錄章京
34. ↑  原文：「擢鑲紅旗蒙古梅勒額真。」＊「梅勒額真」はメイレン･イ・エジェン(meiren i ejen)の音訳。エジェンは後にジャンギンと改称され、乾隆期には副都統と漢訳された。
35. ↑  原文：避敵
36. ↑  原文：「克塔山與固山額真葉臣爭功。」＊「固山額真」はグサ･イ･エジェンの音訳。エジェンは後にジャンギンに改称され、都統と漢訳された。
37. ↑  ドド：ᡩᠣᡩᠣ, dodo, 多鐸 (『清史稿』、『滿洲實錄』)
38. ↑  原文：「與固山額真準塔自徐州水陸並進」＊「固山額真」はグサ･イ･エジェンの音訳。エジェンは後にジャンギンに改称され、都統と漢訳された。
39. ↑  原文：「復與梅勒額真譚布擊明總漕田仰」
40. ↑  原文：順治3年に「三等甲喇章京」、順治4年に「三等阿達哈哈番」に改称。
41. ↑  羅多理 (『八旗滿洲氏族通譜』)、洛多 (『清史稿』)
42. ↑  “安達立”. 清史稿. 230. 未詳. "和托，康喀勒從兄之子也。"
43. ↑  ᡤᠠᠪᠰᡳᡥᡳᠶᠠᠨ  ᡳ ᠵᠠᠯᠠᠨ ᠵᠠᠩᡤᡳᠨ, gabsihiyan i jalan janggin, 噶布什賢甲喇章京、前鋒参領。
44. ↑  “安達立”. 清史稿. 230. 未詳. "復從貝勒博洛徇浙江，破明總兵方國安等於杭州。"
45. ↑  騎都尉兼一雲騎尉 (『八旗滿洲氏族通譜』巻24)、拜他喇布勒哈番兼拖沙喇哈番 (『清史稿』巻230)。
46. ↑  “安達立”. 清史稿. 230. 未詳. "十一年，從征雲南，擊敗明將白文選，進取永昌，奪瀾滄江鐵索橋。"
47. ↑  “安達立”. 八旗滿洲氏族通譜. 230. 未詳. "康熙九年，卒。"
48. ↑  フワシャン (『清の太祖 ヌルハチ』)、華善 (『八旗滿洲氏族通譜』)。
49. ↑  甲喇額真は甲喇章京に同じ。エジェンが後にジャンギン (漢語「将軍」の音訳「ジャンギン」に再度漢字を宛て直したのが「章京」) と改称された。 甲喇章京 (甲喇額真) が後に「参領」と更に改称される (「領」がエジェンまたはジャンギンに相当)。

「署」は代理の意。
50. ↑  グサ･イ･エジェン, ᡤᡡᠰᠠ  ᡳ ᡝᠵᡝᠨ, gūsa i ejen, 固山額真、都統。＊ イは「の」の意。
51. ↑  “安達立”. 清史稿. 230. 未詳. "順治十二年，以三等侍衛署甲喇額真。從固山額真伊勒德攻舟山，從擺牙喇纛章京穆成額破鄭成功兵於泉州；"
52. ↑  “安達立”. 清史稿. 230. 未詳. "十六年，從安南將軍達素擊成功廈門：皆有功。"
53. ↑  “安達立”. 清史稿. 230. 未詳. "康熙二十二年，卒。"
54. ↑  トンゴイ同様、サビトゥ（薩碧図）と莽科の父についても不詳であり、ここでは仮に一人人物を設定した。
55. ↑  サビトゥ (『清の太祖 ヌルハチ』)、薩碧図 (『八旗滿洲氏族通譜』)
56. ↑  フシタ (『清の太祖 ヌルハチ』)、瑚什他 (『八旗滿洲氏族通譜』)
57. ↑  フシブ (『清の太祖 ヌルハチ』)、瑚什布 (『八旗滿洲氏族通譜』)
58. ↑  メンゲトゥ (『清の太祖 ヌルハチ』)、孟格図 (『八旗滿洲氏族通譜』)
59. ↑  サムハ (『清の太祖 ヌルハチ』)、薩穆哈 (『八旗滿洲氏族通譜』)
60. ↑  イルデン (『清の太祖 ヌルハチ』)、伊爾登 (『八旗滿洲氏族通譜』)
61. ↑  マンク (『清の太祖 ヌルハチ』)、莽科 (『八旗滿洲氏族通譜』)、莽庫 (『八旗通志』?)
62. 1 2 3 4 5 6  鄂爾泰, 等. 八旗通志初集. 未詳. "鑲藍旗滿洲第三参領第一佐領係国初以輝發地方來歸人丁編立始以莽庫管理……訥爾布管理訥爾布因病辞退以其子訥禮管理訥禮故以其子訥蘇肯管理現改爲公中佐领……"
63. ↑  訥理 (『八旗滿洲氏族通譜』)、訥禮 (『八旗通志』)
64. ↑  “乾隆十五年庚午八月丙戌”. 清實錄. 未詳. "皇后之父訥爾布追封爲一等公遣官致祭造墳立碑如例妻封爲公妻一品夫人以其孫納蘇肯襲一等侯"